# Lambsheim
Lambsheim – miejscowość i gmina w Niemczech, w kraju związkowym Nadrenia-Palatynat, w powiecie Rhein-Pfalz, wchodzi w skład gminy związkowej Lambsheim-Heßheim. Do 30 czerwca 2014 gmina bezzwiązkowa (niem. verbandsfreie Gemeinde), która dzień później została połączona z gminą związkową Heßheim.

## Współpraca
Miejscowości partnerskie:
- Saint-Georges-sur-Baulche, Francja
- Wörlitz – dzielnica Oranienbaum-Wörlitz, Saksonia-Anhalt